# Línia 10 de Metrovalència
La línia 10 de Metrovalencia és una línia de tramvia que circula en superfície i soterrat. La construcció va començar en 2006, l'obre es va paralitzar de 2011 fins al 2019, i va entrar en servei el 17 de maig de 2022. També es projecta una futura ampliació des de la parada de Natzaret fins a Neptú, així al llarg d'aquesta ruta connectarà amb les línies 6, 8 i la futura línia 11.

## Infraestructura
La línia connecta, en una primera fase, el carrer d'Alacant, junt a l'Estació del Nord, amb el barri de Natzaret, i compta amb huit estacions i 5,3 km de recorregut. Serveix les parades d'Alacant, Russafa, Amado Granell/Montolivet, Quatre Carreres, Ciutat Arts i Ciències/Justícia, Oceanogràfic, Moreres i Natzaret. Les parades d'Alacant fins a Amado Granell/Montolivet són subterrànies, mentre que la resta són en superfície. A més, s'espera que en una segona fase s'amplie fins a la parada de Neptú.
L'estació d'Alacant té a més amb una connexió de vianants amb l'Estació de Bailén, i pròximament es construirà una altra amb l'Estació de Xàtiva.
El 13 de juliol de 2021 es van presentar unes il·lustracions, casdacuna realitzada per un artista diferent, que acompanyen cada parada de la línia. La de la parada d'Alacant és obra de Diego Blanco, la de Russafa de Mar Hernández ‘Malota’, la d'Amado Granell/Montolivet de Pau Valls, la de Quatre Carreres d'Irene Pérez, la de Ciutat Arts i Ciències/Justícia de Víctor Visa, la d'Oceanogràfic d'Ángela Fernández del Campo, la de Moreres de Simone Virgini i la de Natzaret d'Elga Fernández Lamas.
Inicialment, la línia no era connectada directament amb la resta de la xarxa ferroviària, motiu pel qual s'ha construït un taller provisional a Natzaret. La línia té set tramvies de la sèrie 4200 de Bombardier, dels quals cinc són en circulació, un en manteniment i l'altre en reserva.

## Història

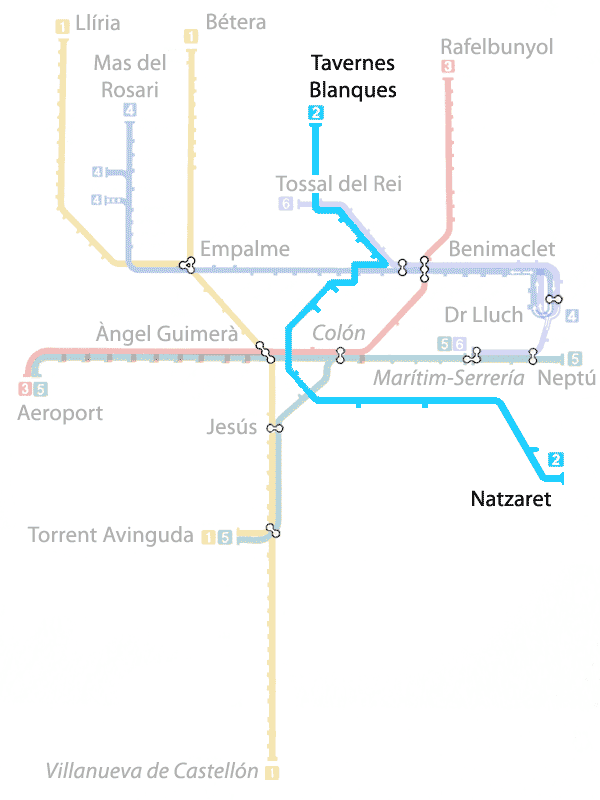
Recorregut projectat originalment per a la línia 2

Es va començar a construir el 2005 com a línia T-2, havia de connectar Tavernes Blanques amb Natzaret, passaria per l'estació de Pont de Fusta i donaria servei a part del centre com les Torres de Serrans, el Carme i el Mercat Central. El 2011 es van parar les obres per falta de fons, amb l'estació del Mercat Central acabada i la part subterrània del tram entre Alacant i Natzaret parcialment completada. El 2012, la consellera d'Infraestructures Isabel Bonig va admetre que no es podria completar la línia el 2013, ja que no va obtenir el finançament necessari per part del Govern d'Espanya. S'estimava que era menester 140 milions d'euros més per completar les obres. El 2014 va dir que seria financerament impossible finalitzar-les abans de les Eleccions a les Corts de 2015.
En 2015, el cost estimat per a concloure la línia era de 190 milions d'euros, el manteniment costava uns 400.000 euros anuals. Aquest mateix any van començar a retirar-se les vies, ja que s'havien desgastat per la falta de manteniment i podien causar accidents. Fins llavors, s'havien invertit 195 milions d'euros en les obres.
El juny de 2017, el President de la Generalitat Ximo Puig va anunciar que es reprendrien les obres en la part que uneix el carrer Alacant amb Natzaret, amb una inversió de 30 milions d'euros per part de la Generalitat Valenciana, i 20 milions dels fons FEDER de la Unió Europea. L'alcalde de València Joan Ribó va lamentar l'absència de finançament a la mobilitat de València per part del Govern espanyol. A més, es va reanomenar com a línia 10 per evitar confusions amb la línia 2, que es va crear el 2015 com una escissió de la línia 1. Es va anunciar que les obres començarien el 2019 i que entraria en funcionament al llarg de 2023 a tot tardar. Inicialment, es pretenia dividir l'obra en dues fases, la primera d'Alacant a Oceanogràfic i la segona d'Oceanogràfic a Natzaret, però a petició dels veïns d'aquesta localitat finalment es va aprovar el projecte en una sola fase d'Alacant a Natzaret.
El gener de 2019 es va anunciar el projecte i el recorregut, amb les obres començant en abril, i s'esperava acabar-les el 2021. El 2020 les obres es van veure alentides a causa de la pandèmia de Covid-19, però finalment van ser acabades el desembre de 2021, i va entrar en funcionament el 17 de maig de 2022.
El febrer de 2021 es va anunciar que la línia es prolongaria a partir de la parada de Natzaret fins a l'estació de Neptú, i que es construirà la línia 11, que partiria de la línia 10, amb aquestes dues actuacions s'integrarà la nova línia a la xarxa tramviària de Metrovalència. El setembre de 2024 es va descartar l'ampliació des de Natzaret cap al port, prioritzant la creació de la línia 11.

## Rebuda

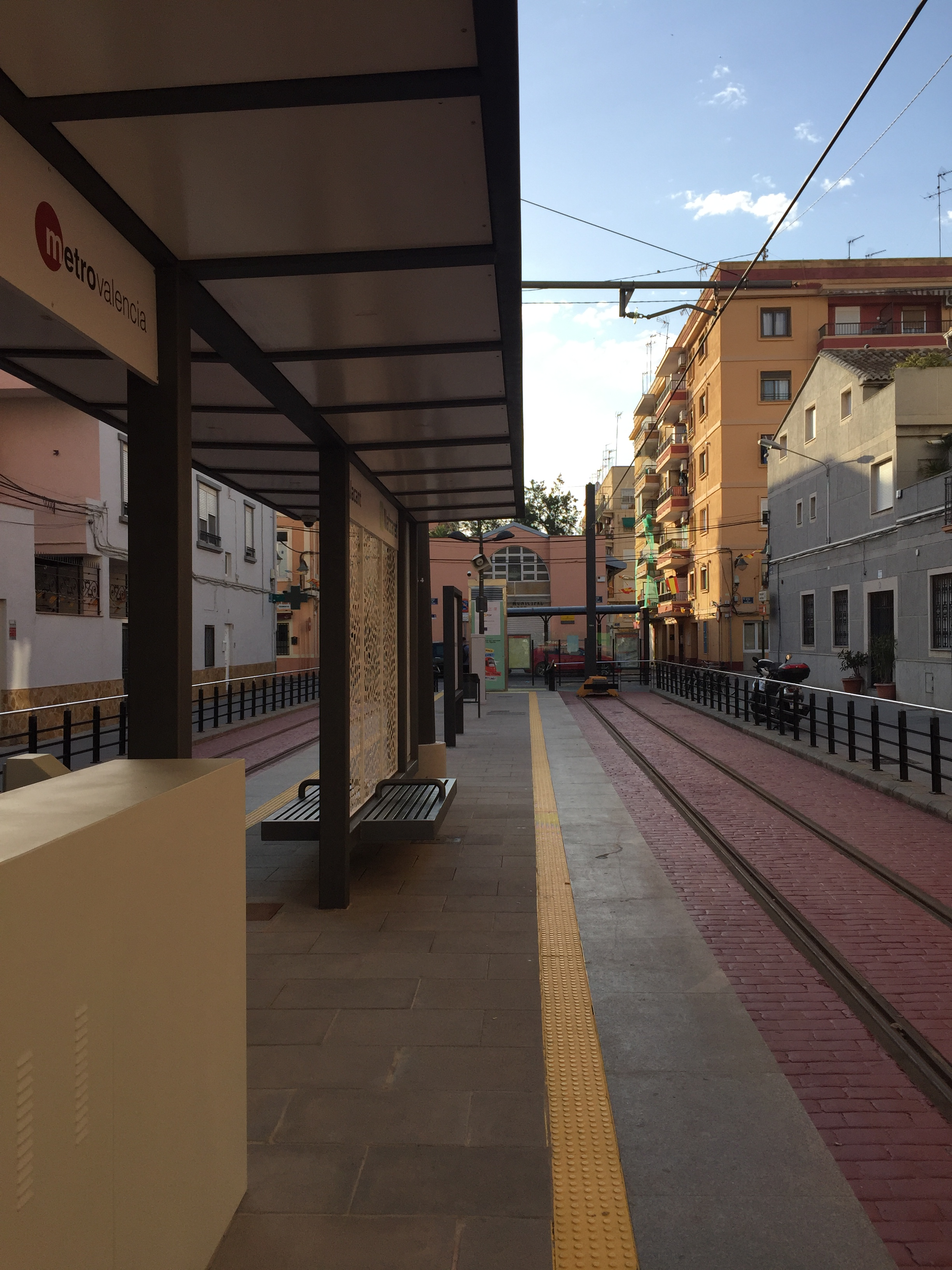
Parada de Natzaret

La tornada del tramvia a Natzaret havia estat una reivindicació històrica des que va quedar fora de servei l'antiga línia 4 de la CTFV a causa de la riuada de 1957. Així, la inauguració d'aquesta línia va ser molt celebrada pels veïns del barri, l'Associació Veïnal de Natzaret va destacar: «es tracta d'un dia històric i molt esperat per al nostre barri, ja que s'inaugura la Línia 10 que, per fi, ens connecta amb la resta de València. Ens alegrem i el celebrem, però l'alegria no ens fa oblidar el ‘ja era hora’. Sabem molt bé que aquesta victòria és el resultat de dècades de lluita. Com sempre, la democràcia es practica exercint-la i els drets cal defensar-los». També es va elogiar l'arribada del transport públic d'alta capacitat a barris que fins ara no en tenien, com Russafa, Montolivet, Na Rovella, Quatre Carreres i Moreres, i a zones d'alta demanda de transport públic com la Ciutat de les Arts i les Ciències, la Ciutat de la Justícia, l'estadi del València Basket i el Conservatori Superior de Música.
El Ministeri d'Hisenda va qualificar la gestió dels fons FEDER per a crear la nova línia com a exemple de bona pràctica, i va valorar la millora de serveis per als ciutadans i la reducció d'emissions de diòxid de carboni. A més s'emmarca en els objectius mediambientals establerts per la Unió Europea i els Objectius de Desenvolupament Sostenible de les Nacions Unides.
D'altra banda, la portaveu del Partit Popular Maria José Català va criticar que no s'haguera respectat el projecte inicial, plantejat pel PP, de fer passar la línia pel centre històric i ho va considerar una oportunitat perduda. Català va instar a l'Ajuntament a destinar els recursos necessaris per a completar la línia tal com era projectada inicialment.
En el seu primer mes de servei, la línia va desplaçar 97.902 persones, i en el seu primer any va tindre 1.701.456 desplaçaments.

## Antiga línia T10
El 2005 es va anunciar la creació d'una línia anomenada T10, o Tramvia de la Costa, sense relació amb l'actual línia 10. Aquesta línia seria una ampliació de la línia 4 que connectaria amb la línia 5 per una banda i discorreria en paral·lel a la costa fins a acabar a Port Saplatja, a la localitat d'Alboraia. El 2006 es va crear el tram entre les estacions de Marítim-Serreria i Neptú, que van formar part provisionalment de la línia 5. Després d'això es va estancar el projecte i ara es considera abandonat. Les quatre parades entre Marítim-Serreria i Neptú conformen ara la línia 8.